# Cybaeopsis typica
Cybaeopsis typica är en spindelart som beskrevs av Embrik Strand 1907. Cybaeopsis typica ingår i släktet Cybaeopsis och familjen mörkerspindlar. Inga underarter finns listade i Catalogue of Life.